# کلودیا اکتا
کلودیا آکتا، دختر امپراتور کلودیوس و والریا مسالینا بود. پس از مرگ مادرش و ازدواج مجدد پدر با پسر عمویش آگریپینا کوچکتر، او خواهر ناتنی امپراتور آینده نرون شد. او همچنین در ازدواجی که بین آن دو توسط آگریپینا ترتیب داده شد، همسر او شد.
اکتاویا در میان مردم روم محبوب بود، اما نرون از ازدواج با او متنفر بود. هنگامی که معشوقه او، پاپیا سابینا، باردار شد، او را طلاق داد و اکتاویا را تبعید کرد. هنگامی که این امر به اعتراض عمومی منجر شد، او را اعدام کرد.

## رابطه با نرون
امپراتور کلودیوس، عموی مادر نرون، آگریپینا جوان، در سال ۴۹ میلادی با خواهرزاده خود ازدواج کرد و به همین دلیل ناپدری نرو شد. دختر کلودیوس، اکتاویا (توسط همسرش مسالینا)، در همان زمان نامزد نرون شد. خود نرون و اکتاویا در سال ۵۳ میلادی با هم ازدواج کردند و نرو در سال ۵۴ میلادی با توطئه‌ها و قدرت مادرش امپراتور شد، پس از درگذشت عموی بزرگ و ناپدری خود - ظاهراً به اعتقاد مورخان معاصر، توسط خواهرزاده / همسرش، آگریپینا، مادر نرون، مسموم شد.
یک سال از سلطنت نرون، که توسط سنکا جوان و بوروس تشویق شد، و در برابر خواسته‌های قدرت طلبانه آگریپینا جوان، نرون اکتا را به عنوان معشوقه خود برگزید. سنکا خصوصاً نگران این بود که دانش آموز بی تجربه و جوانش از همسرش، اوکتاویا راضی نباشد، و ممکن است سوءاستفاده‌های جنسی خطرناک کند. این امر باعث شد تا اکتا یک محل امن و منبع جدایی از آگریپینا به نظر برسد. سنکا و بوروس از نظر آگریپینا مضطرب بودند و به همین خاطر شروع به عصبانیت شدن از اگریپینا کردند و از نفوذ اقتدارگرانه و روش‌های سیاسی قدرتمندانه اگریپینا عصبی بودند، به خصوص در پی مسمومیت قلمداد شوهرش، امپراتور کلودیوس. با این حال، رابطه با اکتا تا حد ممکن ساکت و آرام بود و اگریپینا فعلاً بویی از ماجرا نبرد و سنکا کاری کرد که تا به ازدواج سیاسی مهم نرون با اکتاویا آسیب نرساند. اوتو، کلودیوس سنسیو و آنیئوس سرنوس که بهترین دوستان نرون بودند در جلسات مخفی خود به نرون و اکتا کمک کردند و دائم در گوش نرون می‌خواندند که مادرش فکر سلطنت یگانه در سر دارد. سرنوس، یک نماینده سنکا، حتی وانمود کرد که اکتا معشوقه خودش بود تا از شایعات جلوگیری کند.
این زن و شوهری غیررسمی وقتی که نرون در اواخر ۱۷ سالگی بود، آغاز شد و به نظر می‌رسد رابطه عاشقانه، عاطفی و پرشور آنها حداقل سه سال به طول انجامد. نرون ابراز تمایل به ازدواج با اکتا را داشت و می‌خواست پیوند خویشاوندی را برای معشوقه خود بسازد، و می‌خواست پیوند خانوادگی خود را با خانواده او داشته باشد. او حتی کنسول‌های سابق را رشوه داد تا آماده سوگند به حق خاندان سلطنتی خود برای معشوقه خود شوند، این حرکت مادرش آگریپینا را بشدت فوق‌العاده عصبانی کرد، که از آداب و رسوم پدرخوانده خود بسیار آگاه بود و به آن افتخار می‌کرد باعث شد با نرون نزاع کند و او را مورد آزار و اذیت قرار دهد.

## تأثیر در امپراتوری
به عنوان معشوقه نرون، ممکن است اکتا بتواند نفوذ قابل توجهی در امپراتوری روم داشته باشد، اما معلوم نیست که وی واقعاً چه تأثیری داشته است. توسط تاسیتوس ادعا شده است که آگریپینا علیه پسرش قدرت سهمگین و شهوانی و همچنین نیروی گرایش شهوانی برای امور عاشقانه را اعمال می‌کند و اکتا از ترس زیاد برای امنیت خود به نرون پناه جست و در برابر این اقتدار بی چون و چرا و این امور محرمانه برای مقابل با این‌کار سنکا به نرون توصیه و تشویق کرد که در برابر این قدرت عظیم و جذبه مخربش همچنین دربارهٔ این درخواست‌های مادرش برای همخوابی با او به هر قیمتی که می‌تواند به سختی مقاومت کند. سنکا به نرون نسبت به عواقب سیاسی احتمالی با ارتش هشدار داد، و به او گفت در صورت عمومی شدن رابط نامشروع محارم و تسلیم شدن دربرابر مادرش و همچنین نسبت به نفوذ اقتدارگرانه و مخرب اگریپینا در امپراتوری نیز به‌طور کلی همراه بوروس هشدار می‌داد. روابط نرون و اکتا باعث شد تا اوج اقتدار مطلق اگریپینا بر سر پسرش و در نتیجه نفوذ اقتدارگرانه و فوق‌العاده عظیم او در امپراتوری شروع به کاهش یابد. تلاشهای روزافزون آگریپینا برای جدا کردن نرون از آکتا، تنها باعث افزایش علاقه نرون به او شد؛ و درگیری‌های ناشی از آن، نرون را به کنترل مطلق امپراتوری بدون مادرش و در نهایت، دستور به ترور مادرش گرفت.

## ثروت به رسید
سوابق مربوط به خانواده و دارایی‌های اکتت در ولترا، پوتولی و ساردنیه به ثروت قابل ملاحظه ای اثبات می‌شود که در زمان معشوقه نرون جمع شده است. او صحنه مالکیت و سروری کارمندان خانگی و همچنین املاک را ترک کرده بود. پس از مرگ نرون، و به همراه دو نفر از پرستاران قدیمی خود، اکتا به او در دفن کردن مراسم رومی مناسب را در تشییع جنازه داد، و بدن را بر پیست آتش زد. او بقایای نرون را در مزار وولپیانی شنوباری، خانواده پدر بیولوژیکی نرون، در تپه‌های پینچیان سپرد. کتیبه‌های بسیاری از بردگان و آزادگان وی یافت شد. تحقیقات جدید معتقد است که وی مسیحی بودن غیرممکن است، اگرچه به نظر می‌رسد برخی از بردگان وی ایمان مسیحی را تصدیق کرده‌اند. اکتا نمی‌توانست مسیحی باشد، زیرا نرون دستور داد که پس از سرزنش آنها در شروع آتش‌سوزی در سال ۶۴ میلادی، قسمت بزرگی از روم را آتش زدند، مسیحیان را از بین برد. مطمئناً آکتا پس از مرگ نرون زنده بود، زیرا بدن او را خامه زد و خاکستر نرون را دفن کرد. با این حال، همچنین این احتمال وجود دارد که نرون آنقدر محبت خود را به آکتا نگاه داشته باشد که زندگی خود را نجات دهد، یا اینکه او یک مخفی مسیحی بود. نشان نامه اکتا در ولترا کشف شد.